# Lambert de Bassigny
Lambert de Bassigny ou de Clefmont († 1031), évêque de Langres de 1016 jusqu'à sa mort (le 23/08/1030).

## Biographie

### Origines
Lambert, dit à tort de Vignory, est certainement le seul héritier des comtes du Bassigny et de Bolenois avec sa belle-sœur nommée Leutgarde/Letgarde, laquelle fit de nombreux dons à l'abbaye Saint-Bénigne de Dijon. Il aurait partagé ses fiefs de Clefmont, Sexfontaines et Vignory entre ses neveux et nièces. 

### Carrière religieuse
Il devient à partir de 990 prévôt du chapitre de la première cathédrale Saint-Mammès de Langres. Sa suprématie est due au statut du "clan du Bassigny" depuis le deuxième tiers du IXe siècle. 
À la mort de Brunon de Roucy, en 1016, il est nommé évêque de Langres par le roi Robert le Pieux. Des historiens pensent que Lambert abandonne à celui-ci la prévôté de Dijon, qui devint à la suite la capitale de la Bourgogne, pour obtenir l'évêché de Langres. Il devient familier de la modeste cour royale. Le moine Helgaud de Fleury rapporte même que lors d'une assemblée le roi Robert vint porter un tabouret à l'évêque de Langres  "accablé par son embonpoint, et dont les pieds pendaient de haut".
Il répond à la convocation du concile de Verdun-sur-le-Doubs (traditionnellement daté de 1016 mais tenu en réalité entre 1019 et 1021) par l'évêque d'Auxerre, cela afin de faire cesser les violences commises sur les "non-combattants".
Il participe, en 1018, à la fondation par la comtesse Emerngarde du prieuré de Saint-Valentin à Griselles, dans le Châtillonnais. Cette dernière est considérée comme une parente, en l'appelant « fidèle et amie très chère » dans l'acte. Elle est l'ancienne épouse de Milon, comte de Tonnerre, frère de Leutgarde/Letgarde.
Puis quatre ans plus tard, il consacre en grande pompe l'église Saint-Michel de Dijon. Un acte d'avril 1022 indique qu'il donne au comte en Maurienne, Humbert et à ses deux fils, Amédée et Burchard, évêque, des biens qu'il possédait à Ambilly, dans le comté de Genève, tout en précisant qu'à la mort de ces derniers les biens retourneront à l'Église de Langres.
Lambert restructure son évêché, au sens contemporain géopolitique, le Bassigny se trouve alors divisé en deux : au sud Is-en-Bassigny, et au nord Bourmont.